# Distrito de Kalutara
Kalutara (en tamil: கள்ளுத்துறை மாவட்டம்) es un distrito de Sri Lanka en la provincia Occidental. Código ISO: LK.KT.
Comprende una superficie de 1 598 km².
El centro administrativo es la ciudad de Kalutara.

## Demografía
Según estimación 2010 contaba con una población total de 1 135 000 habitantes, de los cuales 574 000 eran mujeres y 561 000 varones.